# بول دي لاغارد
بول انتون دي لاغارد (بالألمانية: Paul Anton de Lagarde)‏ (2 نوفمبر 1827 – 22 ديسمبر 1891) هو موسوعي وعالم في الدراسات الكتابية ومستشرق ألماني. ويعتبر واحدًا من أهم المستشرقين في القرن التاسع عشر.
قام بنشر كتابين - «المعجم الإسباني ـ العربي»، و «الفن لمعرفة اللغة العربية بسهولة» - وهما من تصنيف بدرو القلعاوي، في جيتنجن 1883 م. وفي هذه الطبعة أصلح دي لاجارد العديد من أغلاط الطبع الموجودة في الطبعات الإسبانية.

## روابط خارجية
- بول دي لاغارد على موقع الموسوعة البريطانية (الإنجليزية)